# Institut der Feuerwehr Nordrhein-Westfalen
Das Institut der Feuerwehr Nordrhein-Westfalen (IdF NRW) mit Sitz in Münster ist mit über 200 Mitarbeiterinnen und Mitarbeiter die größte Feuerwehraus- und Fortbildungseinrichtung in Deutschland. Seit dem Jahr 2013 ist Berthold Penkert der Direktor des Instituts der Feuerwehr NRW. Das Land Nordrhein-Westfalen hat gemäß § 5 Abs. 3 des Gesetzes über den Brandschutz, Hilfeleistung und Katastrophenschutz NRW (BHKG NRW) die Verpflichtung eine zentrale Aus- und Fortbildungsstätte mit Kompetenzzentren zur Verbesserung und Weiterentwicklung des Brandschutzes, der Hilfeleistung und des Katastrophenschutzes zu unterhalten.
Neben dem im Juli 2021 eröffneten zweiten Standort in Kreuzau-Stockheim im Kreis Düren betreibt das IdF NRW drei weitere Außenstellen. Das IdF NRW besitzt eine Kapazität von ca. 300 Internatsplätzen in Münster und ca. 50 Internatsplätzen in Kreuzau, womit eine Unterbringung der beruflichen und ehrenamtlichen Angehörigen der öffentlichen und betrieblichen Feuerwehren angeboten werden kann.

## Organisation
Das IdF NRW setzt sich aus drei Abteilungen zusammen. Zum einen sind dies die beiden Lehrabteilungen – B – Brandschutz und Hilfeleistung und K – Katastrophenschutz und Technologie–, die ein umfangreiches Aus- und Fortbildungsangebot für Feuerwehrkräfte, aber auch Mitglieder von Krisenstäben anbieten. In der Abteilung Z werden die zentralen Dienste gebündelt. Mit ihren Querschnittsaufgaben wie Haushalt, Personal, Controlling, IT, Haus- und Teilnehmerverwaltung sorgt sie für den reibungslosen Betrieb am IdF NRW.

### Standorte des IdF NRW
Das IdF NRW betreibt neben dem Hauptsitz in Münster an der Wolbecker Straße vier Außenstellen.

#### Hauptsitz Münster
Am Hauptsitz in Münster findet hauptsächlich theoretischer Unterricht statt. Aber auch dieser ist abwechslungsreich und vielfältig. Mit einer großen Auswahl verschiedener Lehrsäle – vom klassischen Unterrichtsraum über Planspielräume bis hin zu Stabsräumen – stehen den Teilnehmenden unterschiedlichste Lernumgebungen zur Verfügung.

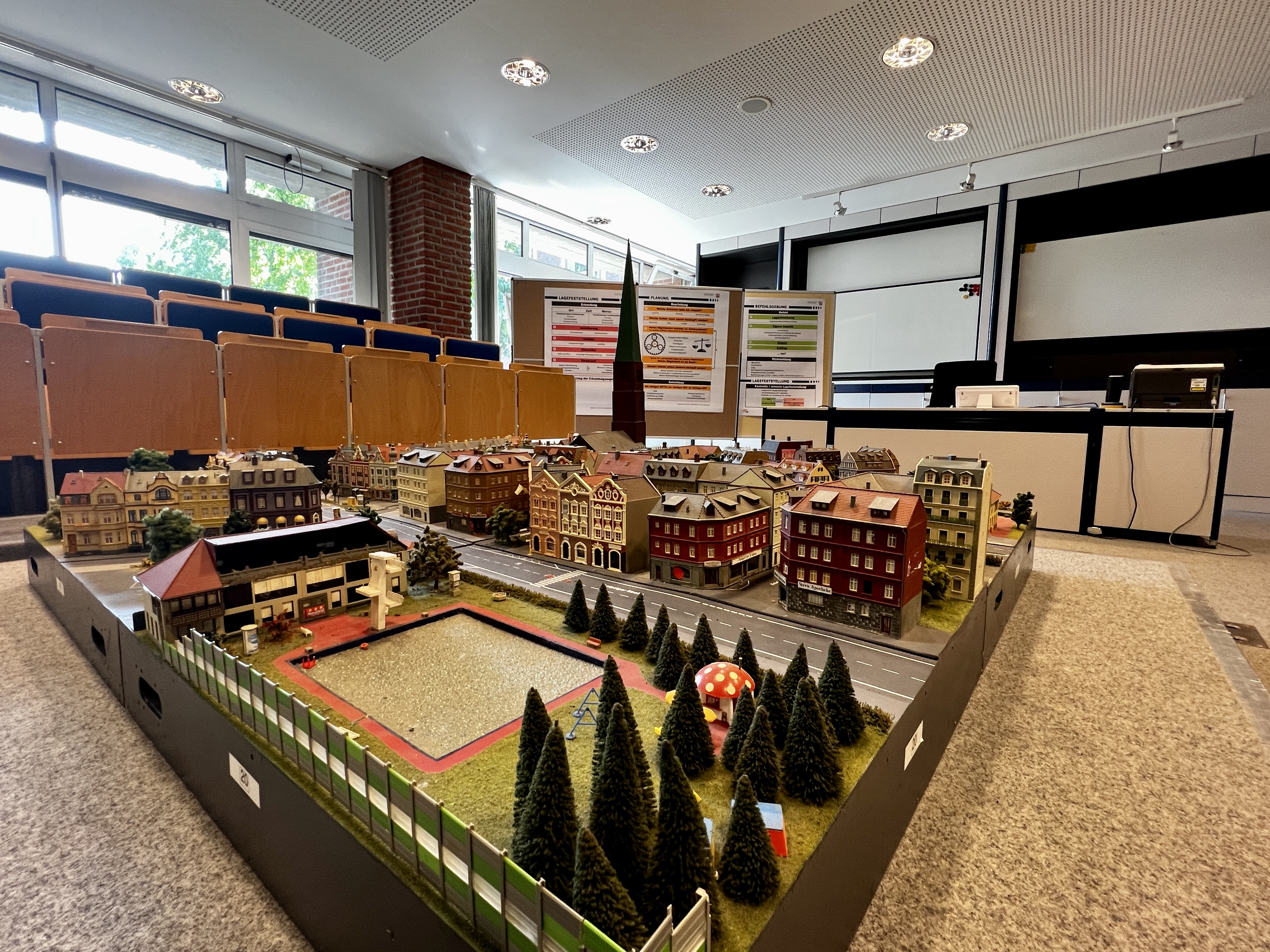
Planspielraum Münster
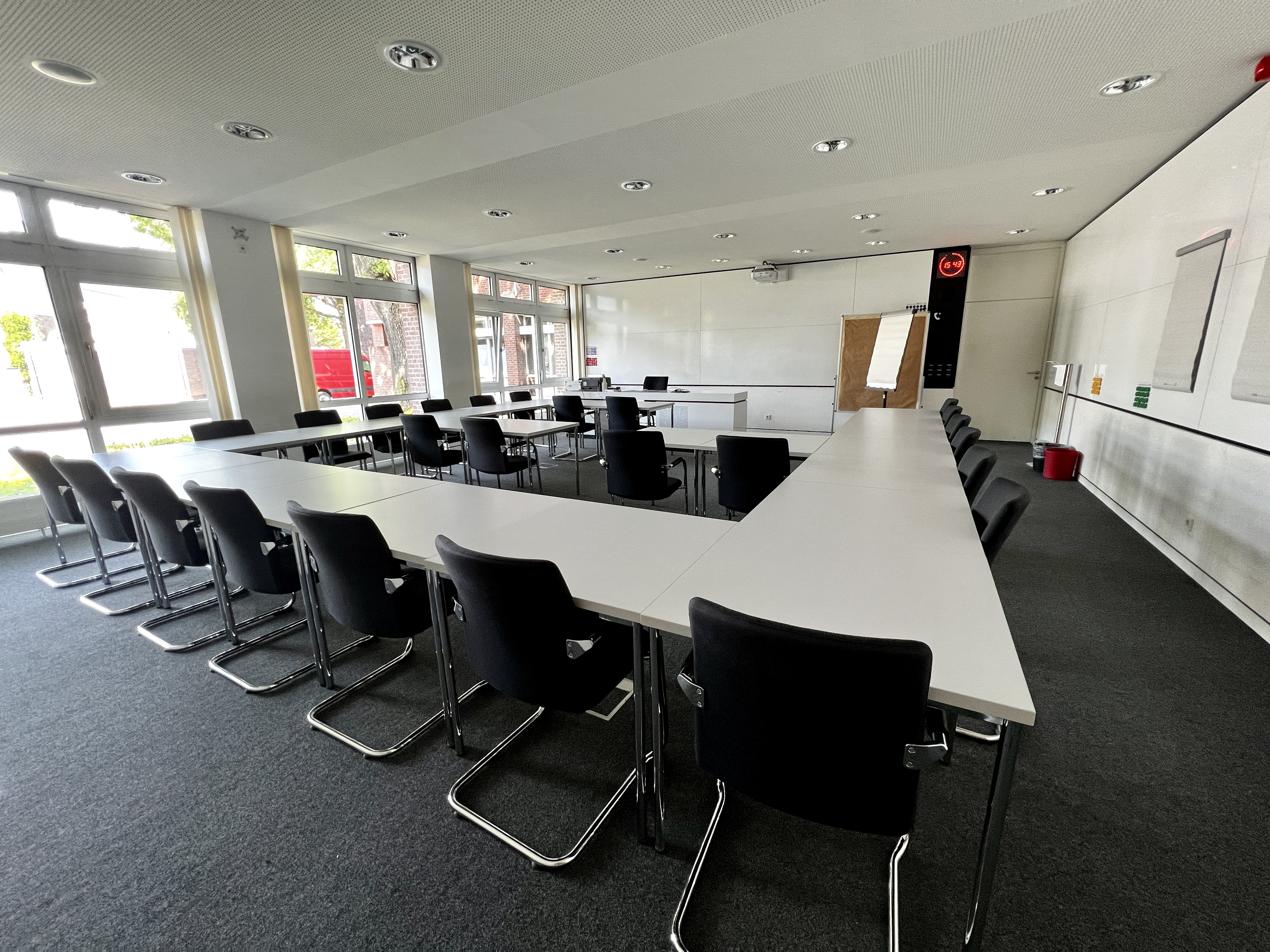
Unterrichtsraum Münster

Darüber hinaus stehen den Teilnehmenden für die unterrichtsfreie Zeit eine teilbare Sporthalle mit verschiedenen Sportangeboten (u. a. Fußball, Basketball, Volleyball, Tischtennis, Badminton) und einem Fitnessraum zur Verfügung.
Die Unterkünfte verfügen auf den Fluren über Gemeinschaftsräume mit TV und Teeküchen.

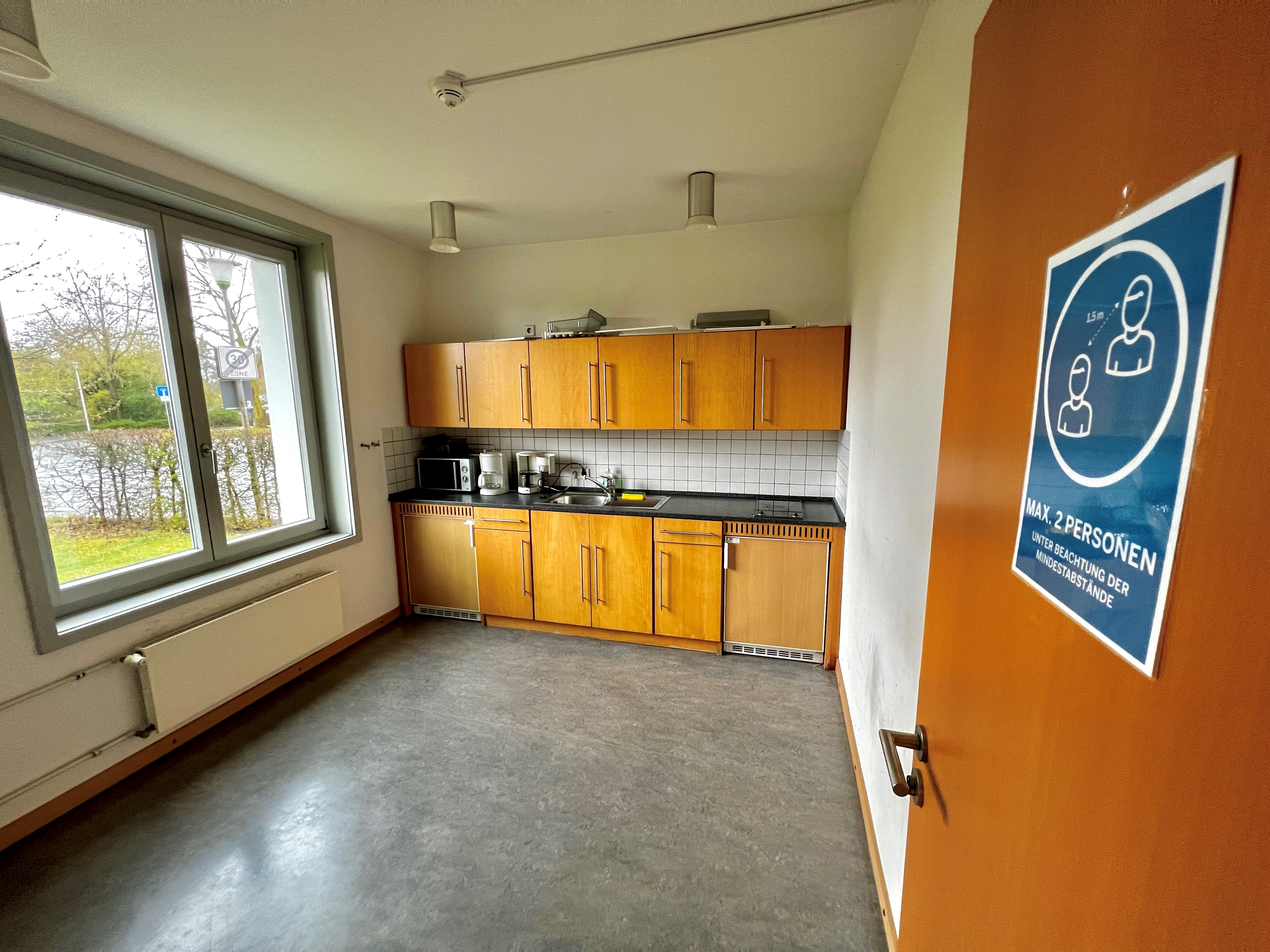
Teeküche Münster
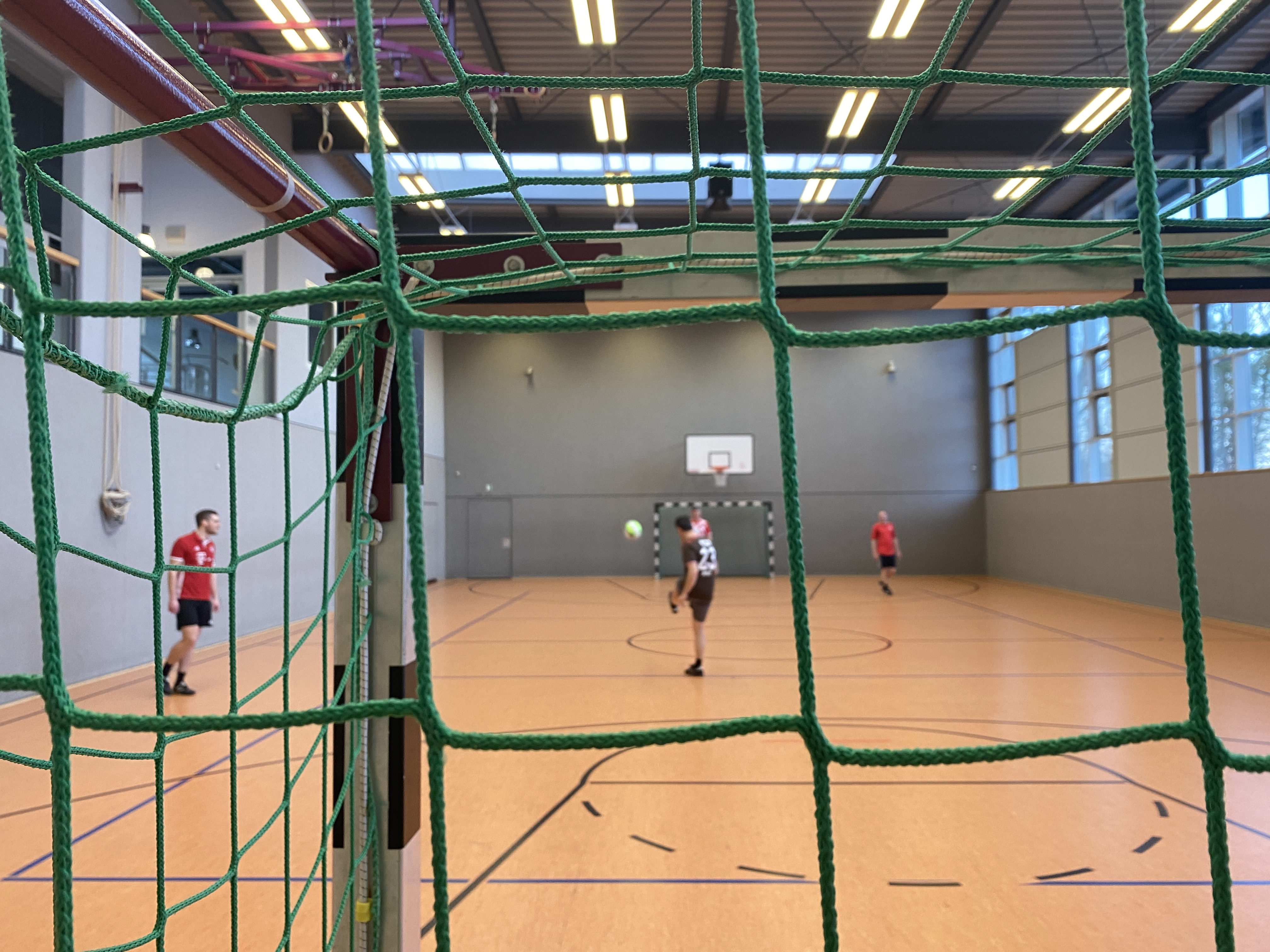
Sporthalle IdF Münster
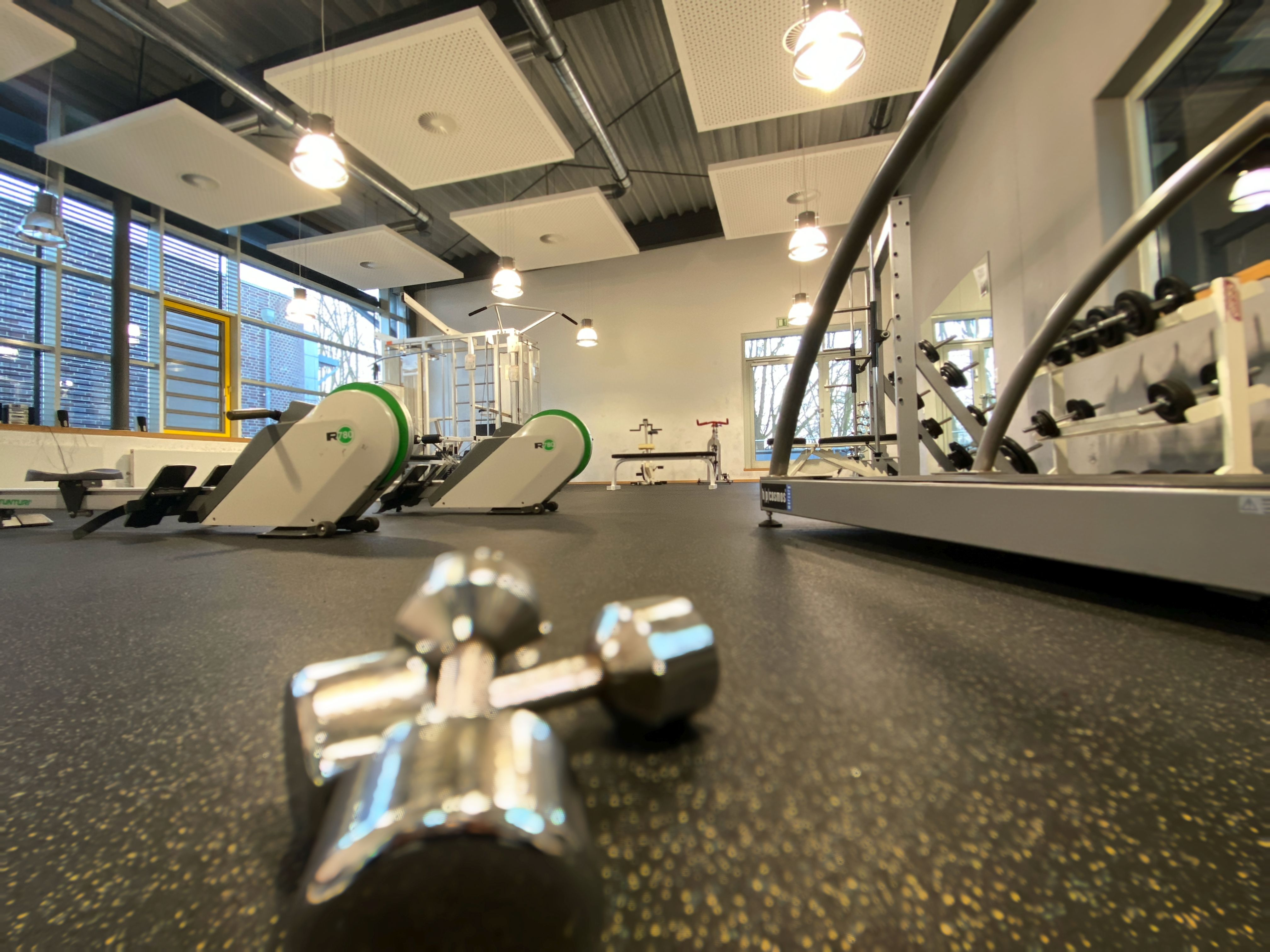
Fitnessraum IdF Münster

Auf dem Gelände des IdF befindet sich ebenfalls eine verpachtete Gastronomie. Über den Gastronomiebetreiber besteht vor Ort die Möglichkeit, die hauseigene Kegelbahn zu reservieren.
Neben den Freizeitangeboten am IdF NRW steht mit dem benachbarten Dortmund-Ems-Kanal eine vielfältige Naherholungsfläche zum Entspannen, Joggen und Radfahren zur Verfügung. Die in zwanzig Minuten fußläufig bzw. in zehn Minuten mit dem Bus erreichbare Innenstadt bietet ebenfalls ein umfangreiches kulturelles und gastronomisches Angebot.

#### Außenstelle Telgte mit Übungsgelände
An der Außenstelle in Telgte wird hauptsächlich praktischer Unterricht durchgeführt. Für meist kleinere Theorieeinheiten stehen Unterrichts- und Planspielräume zur Verfügung.
Das Gelände teilt sich auf in die Übungshalle, welche auf dem Gebiet des Stadtteils Handorf der Stadt Münster liegt und das Übungsgelände, welches sich auf dem Gebiet der Stadt Telgte (Kreis Warendorf) befindet. Das Übungsgelände bietet auf 2,5 ha verschiedene Übungsmöglichkeiten zur praxisnahen Aus- und Fortbildung. Auch in der ca. 7.000 m² großen Übungshalle lassen sich diverse praktische Übungsszenarien durchführen. Sie bietet den großen Vorteil einer komplett wetterunabhängigen und technisch unterstützten Übungsdurchführung. Die Halle ist so konzipiert, dass auch die Drehleiter bis zu ihrer vollen Nennrettungshöhe von 23 m einsetzbar ist.

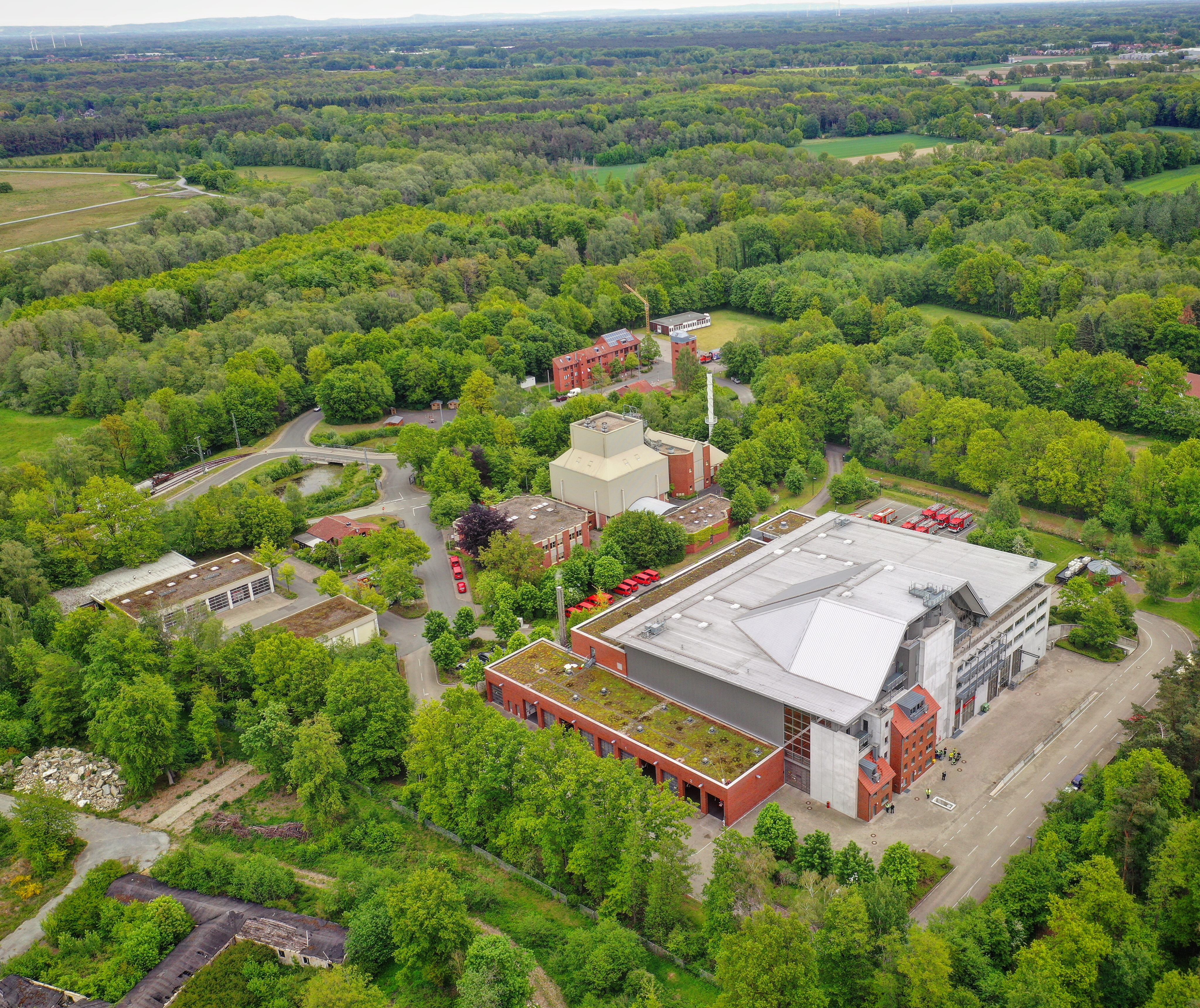
Luftbild Außengelände
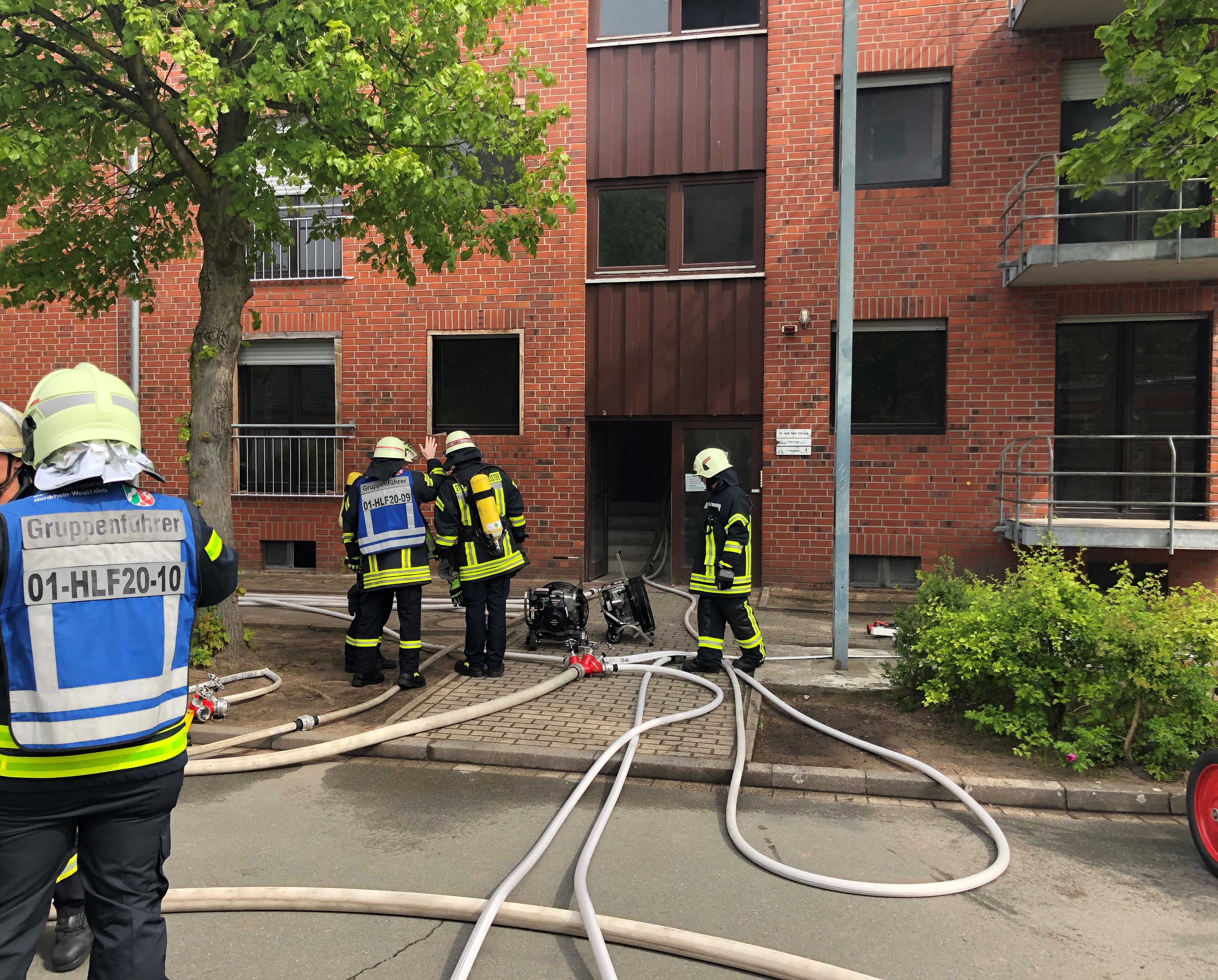
Übungsgelände
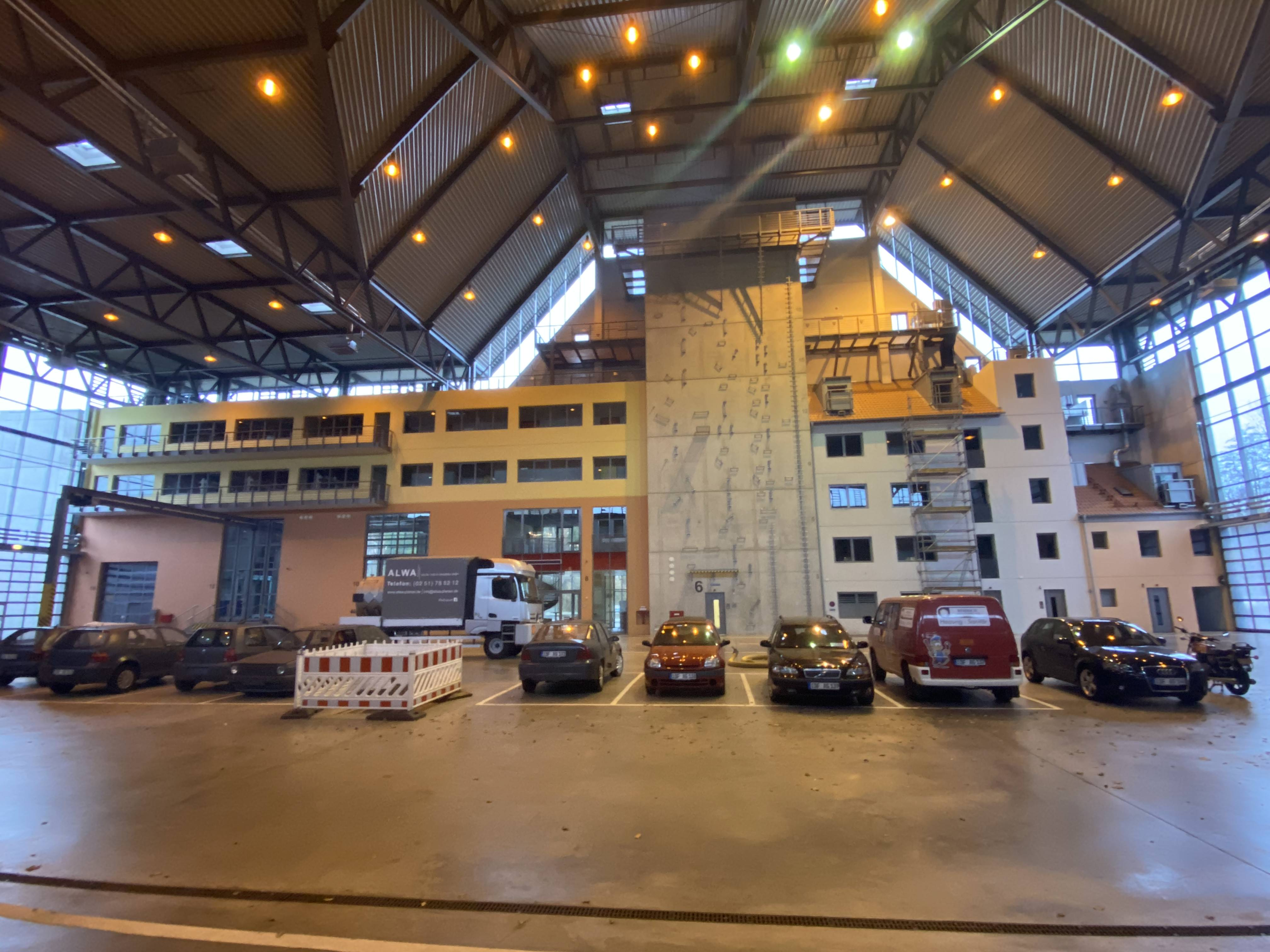
Übungsspange innen
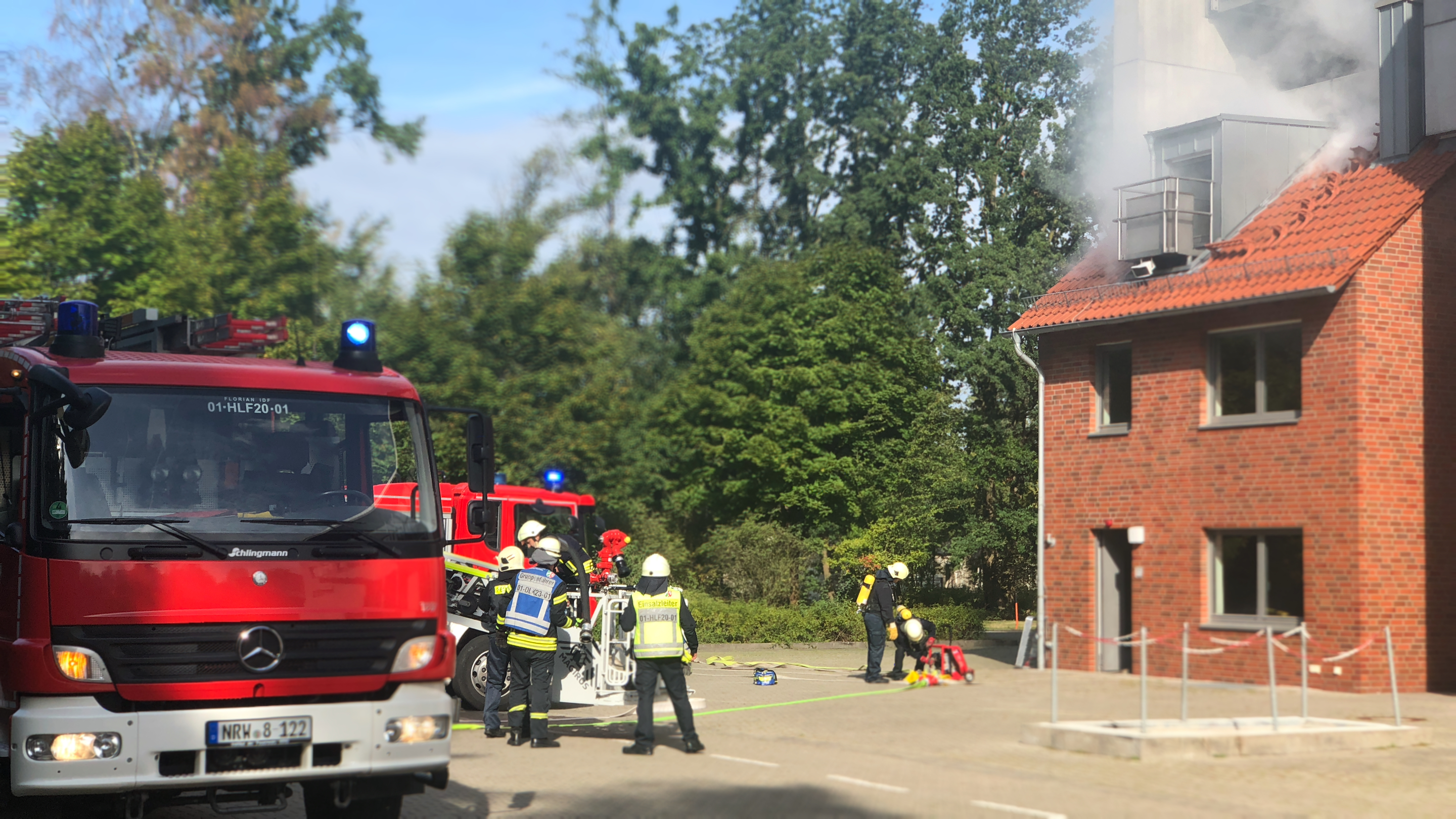
Übungsspange außen

#### Außenstelle Düren

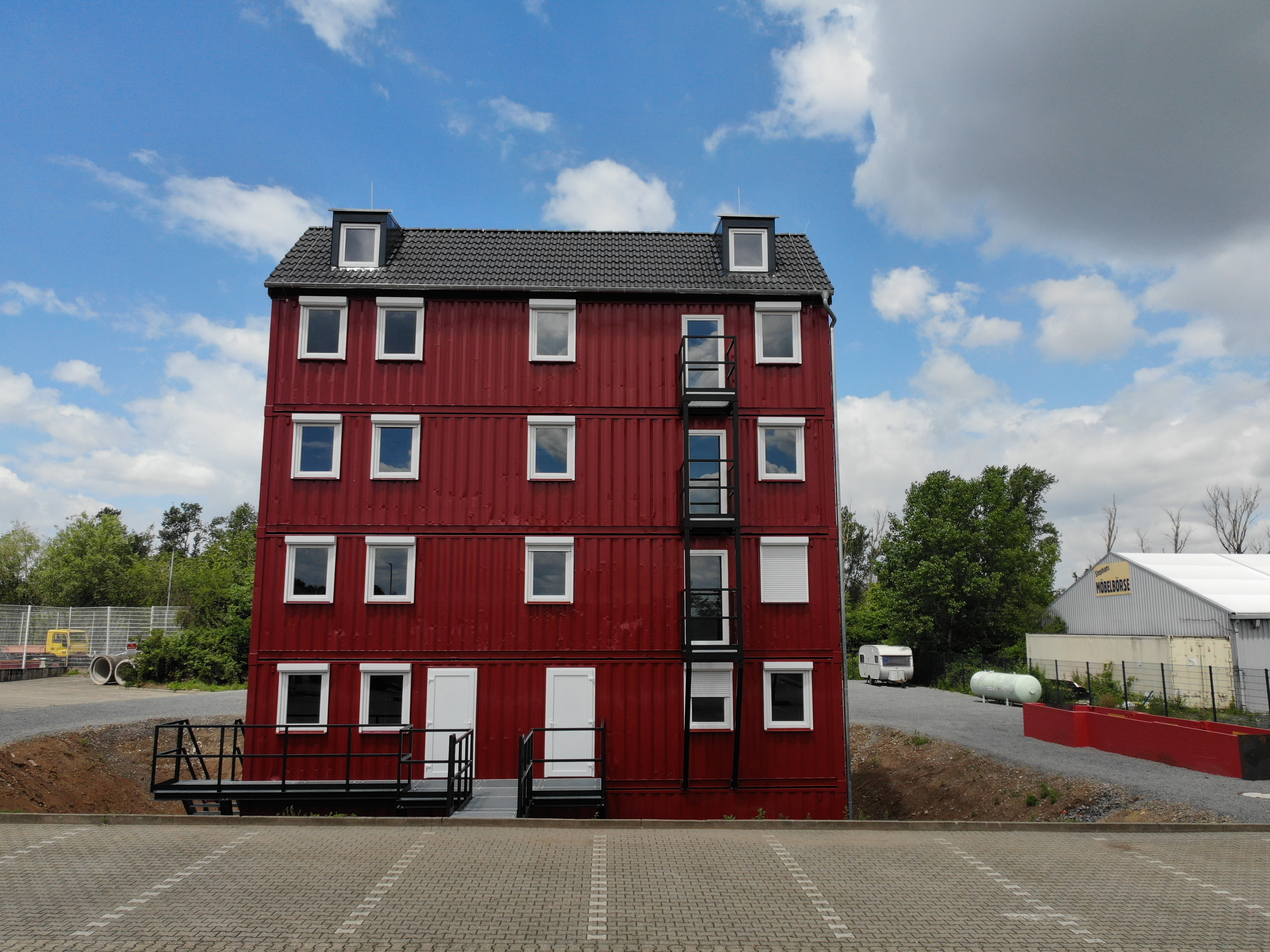
Übungsobjekt Düren

Für die theoretische Ausbildung befinden sich Lehrsaalgebäude auf dem Campus Stockheim. In diesem Gebäude stehen dem IdF NRW verschiedene Unterrichtsräume und ein großer Raum für Tagesveranstaltungen zur Verfügung. Die Büroräume der Kolleginnen und Kollegen befinden sich ebenfalls in diesem Gebäude.
Das Trainingsgelände für die praktische Ausbildung befindet sich in der Nähe des Campus. Die realitätsnahen Trainings finden sowohl im Freien als auch innerhalb der Übungshalle, die früher als Baumarkt genutzt wurde, statt. Die neu errichteten Übungsgebäude wurden nach den Bedürfnissen des IdF NRW aus Containern aufgebaut. So stehen den Teilnehmerinnen und Teilnehmern viele verschiedene Übungsmöglichkeiten angepasst auf ihre jeweiligen Bedürfnisse zur Verfügung.

#### Außenstelle Münster-Wolbeck
Kolleginnen und Kollegen verschiedener Dezernate versehen ihren Dienst an der Außenstelle im Stadtteil Münster-Wolbeck. Hier hat das IdF NRW moderne Büroräume angemietet.

#### Außenstelle Duisburg im Dienstgebäude des Landesamtes für Zentrale Polizeiliche Dienste
In Duisburg bei der Autorisierten Stelle NRW (AS NRW) befindet sich die Außenstelle des Dezernates K3. Die Mitarbeiter und Mitarbeiterinnen des Dezernates K3 sind Ansprechpartner für alle taktischen Fragestellungen der nichtpolizeilichen Gefahrenabwehr im Digitalfunk und können sich aufgrund der räumlichen Nähe eng mit der AS NRW abstimmen. Sie unterstützen zudem bei der Leitstellenanbindung der nichtpolizeilichen Gefahrenabwehr im Digitalfunk BOS zur Sicherstellung der Interessen der nichtpolizeilichen Gefahrenabwehr. Personell am stärksten vertreten sind sie aber in der Überwachung des Digitalfunknetzes im Control Center Digitalfunk (CCD).

### Weitere Aufgaben des IdF NRW
Neben der Aus- und Fortbildung nimmt das IdF NRW noch weitere Aufgaben wahr:

#### Medienzentrum
Im Jahr 2020 wurde der hauseigene „Feuerwehr-Lernkompass“ in Betrieb genommen. Dieser wurde entscheidend von den Mitarbeiterinnen und Mitarbeitern des Medienzentrums entwickelt. Neben digitalen Unterrichtsmaterialien für Teilnehmende und einer allgemein zugänglichen digitalen Bibliothek werden hier auch Ausbildungsmaterialien für die Standortausbildung zur Verfügung gestellt.

#### Kompetenzzentrum Forschung
Auch im Bereich der nationalen und europäischen Forschung wirkt das IdF NRW als Kompetenzzentrum mit und ist in zahlreichen Forschungsprojekten der Sicherheitsforschung aktiv. Zusätzlich richtet das IdF NRW Workshops im Bereich der Sicherheitsforschung aus.

#### Kompetenzzentrum Digitalfunk
Das Kompetenzzentrum Digitalfunk hat die Einführung des Digitalfunks begleitet und unterstützt die Feuerwehren in der Anwendung der komplexen Technik. Hierzu arbeiten die Mitarbeiterinnen und Mitarbeiter in verschiedenen Bund- und Ländergremien mit. Zur Ausbildung hält das IdF NRW eine eigene Lehrleitstelle mit entsprechender Technik vor.

#### Kompetenzzentrum Technik
Das Kompetenzzentrum Technik führt im Auftrag des Innenministeriums NRW Beschaffungsverfahren durch. So konzeptionieren die Mitarbeiterinnen und Mitarbeiter des Kompetenzzentrums Landesfahrzeuge, erstellen Leistungsbeschreibungen und begleiten Bau und Abnahmen der Fahrzeuge. Ferner wirken sie in verschiedenen Arbeitsgruppen und Normungsgremien mit. Daneben werden die Gemeinden durch landesweit vor Ort arbeitende Prüferinnen und Prüfer dabei unterstützt, sichere Einsatzfahrzeuge vorzuhalten. Auch helfen die hochqualifizierten Prüferinnen und Prüfer den Gemeinden bei der Übernahme neuer Einsatzfahrzeuge im Rahmen von technischen Abnahmen bei den Herstellern.

## Historie
Als sich 1862 in Duisburg der Rheinisch-Westfälische Feuerwehrverband gründete, geschah dieses unter anderem, um die Ausbildung der Feuerwehrmänner zu forcieren und zu vereinheitlichen. Da das zu betreuende Gebiet insgesamt zu groß war, vereinbarte man die Trennung des Verbandes in den Westfälischen Feuerwehrverband und den Feuerwehrverband der Rheinprovinz. Während die Provinz Westfalen quasi, mit Ausnahme des Landes Lippe, die gleichen Grenzen wie heute hatte, war die Rheinprovinz um ein Vielfaches größer als der heutige Anteil des Rheinlandes. So umfasste die Rheinprovinz Teile von Hessen, von Rheinland-Pfalz (bis hinter Trier), Eupen-Malmedy, Saarland und der heutige Rheinlandbereich des Landes Nordrhein-Westfalen.
Wurden zuerst nur Unterrichtskurse angeboten entstand vor rund neunzig Jahren der Wunsch die Ausbildung der Feuerwehren weiter zu vereinheitlichen und zu verbessern. Ein wesentlicher Grundstein hierfür wurde mit der Eröffnung eine der ersten Feuerwehrschulen des damaligen Deutschen Reichs durch den Westfälischen Feuerwehrverband 1931 in Münster gelegt. Der erste Standort der Provinzial-Feuerwehrschule befand sich an der Hauptwache der Berufsfeuerwehr Münster. Bereits 1930 hatte der Feuerwehrverband der Rheinprovinz eine Feuerwehrschule in der Koblenzer Rheinanschlusskaserne eingerichtet.
1936 konnte mit Unterstützung der Provinzial-Feuerwehrschule am „Inselbogen“ in Münster ein eigenständiger Standort errichtet und bereits ein Jahr später eingeweiht werden. Waren zu Beginn nur zwei Unterrichtskurse pro Jahr angedacht und auch nur für Führungskräfte offen, so sollte sich dieses im Laufe der Zeit ändern. Immer mehr Kurse wurden angeboten, diese wurden zudem immer umfangreicher. Mittlerweile konnten auch „normale“ Mannschaftsdienstgrade sowie Werkfeuerwehrleute an den Lehrgängen teilnehmen.
Während des Nationalsozialismus wurde die bisherige Feuerwehrschule des Westfälischen Feuerwehrverbandes und des Feuerwehrverbandes der Rheinprovinz, neben allen anderen Feuerwehrschulen des Deutschen Reichs, verstaatlicht, was sie bis heute blieben. Im Oktober 1944 wurde die Schule in Münster so stark zerbombt, dass sie nicht weiter nutzbar war.
Ein Ausweichquartier konnte in einer Mettinger Schule gefunden werden. Da die Schule in Mettingen nicht ausreichte, konnten in Havixbeck Räumlichkeiten zur Unterbringung von Gerätschaften angemietet werden. Diese mussten nach dem Einmarsch der Besatzungsmächte wieder verlassen werden. Vorübergehend konnte ein Standort in Nottuln gefunden werden.
Die Zeit in Mettingen kann als die schwärzeste Epoche in der Geschichte der Feuerwehrschule bezeichnet werden. Dadurch, dass viele Männer im Felde und damit für den Feuerwehrdienst nicht mehr zur Verfügung standen, griff man bei den Feuerwehren immer mehr auf Mädchen und Frauen zurück. Bei einer Ausbildungsfahrt (Fahrschule) wurde das Fahrzeug bei einem feindlichen Angriff nahe Westerkappeln von einer Bombe getroffen. In dem völlig zerstörten Fahrschulwagen der Feuerwehrschule starben fünf Frauen und der Fahrlehrer.
Die 1937 vom Feuerwehrverband der Rheinprovinz neu eingerichtete und eingeweihte Feuerwehrschule in Koblenz (Oberwerth) stand nach Kriegsende aufgrund der Neueinteilung der Länder durch die Besatzungsmächte nicht mehr zur Verfügung.
1946 war Hilden für ein halbes Jahr die Heimat der Feuerwehrschule der Rheinprovinz. Ein ehemaliges Heim der Hitlerjugend diente nun als Standort. Ursprünglich war im Gespräch in Hilden die zentrale Feuerwehrschule für Nordrhein-Westfalen einzurichten. Hierzu hätte man jedoch eine komplett neue Infrastruktur aufbauen müssen.
Ebenfalls 1946 konnten die Schulen in Hilden und Nottuln zu einer gemeinsamen Schule für das neugegründete Land Nordrhein-Westfalen zusammengelegt werden.
Als Standort wurde eine leerstehende ehemalige Kaserne in Warendorf gefunden.
Obwohl einige Umbauten notwendig waren, erwies sich die Umgestaltung des Standortes als günstiger im Gegensatz zu einem kompletten Neubau.
Zumal die Feuerwehrschule in Warendorf eigentlich nur vorübergehend geplant war, wurde sie dann doch 14 Jahre genutzt. Ein großer Nachteil des Standortes Warendorf war die für die damalige Zeit schlechte Erreichbarkeit.
Ein eigenes Auto zur Anreise war kurz nach dem Kriege nur bei den Wenigsten vorhanden. Die Bundeswehr beanspruchte später die Kaserne für eigene Belange, so dass ein Umzug, der mindestens seit 1951 im Gespräch war, umgesetzt wurde.
1960 erfolgte der Umzug ins heutige Domizil nach Münster an die Wolbecker Straße. Nach langem Suchen war der Bereich am Kanal, alleine schon für die Maschinisten-Ausbildung, Favorit. Zu Ehren des Begründers der Provinzialfeuerwehrschule für Westfalen, Ferdinand Verfürth, wurde eine Nebenstraße, der Verfürthweg, nach ihm benannt. Als erste Gebäude wurden A1 – A4 errichtet, zudem eine Übungshalle, Werkstätten, Garagen und der Steigeturm.
Die Ausbildung musste immer wieder den zeitlichen Gegebenheiten angepasst werden. So konnten im Jahr 1960 zahlreiche Lehrgänge, wie Gruppenführer (FF + BF), Gerätewarte, OFM-Lehrgänge, Atemschutzgerätewart, Erste Hilfe und Maschinisten-Lehrgänge, angeboten werden.
Im Laufe der Jahre erfolgten einige Umgestaltungen des Geländes und der Gebäude an der Wolbecker Straße, zudem wurden immer wieder Gebäude neu erstellt, zuletzt das Lehrsaalgebäude C. Das Aufgabengebiet der Feuerwehrschule wurde immer umfangreicher, sodass der Standort trotz vielfältiger Erweiterungsmaßnahmen nicht mehr ausreichte.
Besonders der Bereich der Technischen Hilfeleistung wurde immer mehr. Erst viele Jahre nach Ersteinrichtung der Feuerwehrschulen fand dieser Einzug in die Lehrgangsplanung.
Da der Standort an der Wolbecker Straße nicht erweitert werden konnte und die praktische Ausbildung immer mehr an Stellenwert gewann, wurde ein zweiter Standort notwendig. Dieser konnte in Handorf (Telgte) gefunden und bereits 1985 eingeweiht werden. Neben einer Übungshalle wurden viele weitere Übungsgebäude bzw. -möglichkeiten erstellt.
Auch die Amtliche Prüfstelle für Feuerlöschmittel konnte in Telgte ihre Heimat finden. In einer eigens eingerichteten Brandhalle konnten entsprechende Prüfungen durchgeführt werden. Die Amtliche Prüfstelle war früher in der Reichsfeuerwehrschule in Eberswalde beheimatet. Direktor Dr. Kaufhold, früher an der Reichsfeuerwehrschule tätig, konnte nach Gesprächen mit Behörden und Herstellern von Feuerlöschmitteln die verwaiste Prüfstelle zur Landesfeuerwehrschule in Warendorf holen. Ende 2005 wurde die Arbeit der amtlichen Prüfstelle eingestellt.
Die Ausbildung musste immer wieder der jeweiligen Zeit angepasst werden. Der Technische Überwachungsdienst (TÜD) ist bei allen Feuerwehren im Land bekannt. Durch Abnahme- und wiederkehrende Prüfungen von Fahrzeugen und Geräten kam der TÜD mit jeder Feuerwehr in Kontakt. Später ging der TÜD in das Technische Kompetenzzentrum (TK) auf, seine Aufgaben erweiterten sich. So sitzen Vertreter des TK auch in verschiedenen Normungs-Fachbereichen.
In den vergangenen Jahren wurde die Ausbildung kontinuierlich den Anforderungen angepasst. Während bei Gründung der Landesfeuerwehrschule nur Lehrgänge angeboten wurden, wird mittlerweile ein breites Spektrum verschiedener ein- und mehrtägiger Seminare und Lehrgänge durchgeführt.